# Marco Valerio Voluso Massimo
Marco Valerio Voluso Massimo (in latino: Marcus Valerius Volusus Maximus; ... – Lago Regillo, 499 a.C.) è stato un politico romano, console nel 505 a.C., fratello di Publio Valerio Publicola (console nel 509 a.C.) e di Manio Valerio Voluso Massimo (dittatore nel 494 a.C.) e padre di Lucio Valerio Potito (console nel 483 e nel 470 a.C.).

## Biografia
Secondo Plutarco, sarebbe stato un discendente di uno dei primi Valerii, che, poco dopo la fondazione di Roma, avrebbe portato alla riconciliazione tra Sabini e Romani, e alla pace in seguito firmata tra i due popoli. Dionigi di Alicarnasso confermò che egli sarebbe stato un discendente dei Sabini giunti a Roma con Tito Tazio, che condivise il trono con Romolo.
Dopo l'instaurazione della repubblica, non aveva ancora avuto luogo la consacrazione del tempio di Giove Ottimo Massimo. Per questo motivo Marco Orazio Pulvillo ebbe l'onore, per sorte o per la decisione dei senatori, di provvedere alla consacrazione. Il fatto rivestiva particolare importanza in quanto Publicola era fuori Roma alla testa dell'esercito nell'ambito delle operazioni belliche contro gli abitanti di Veio. Marco Valerio Voluso, assieme alla sua famiglia, tentò in tutti i modi di impedire la consacrazione, in quanto avrebbe voluto rimandarla al ritorno di Publicola. Per tale motivo fece credere che il figlio di Pulvillo fosse morto, ma il console non se preoccupò affatto e proseguì nella consacrazione.
Nel 508 a.C., partecipò alla battaglia contro Porsenna alle porte di Roma, in qualità di comandante dell'ala destra dell'esercito agli ordini del console Tito Lucrezio Tricipitino; non riuscì, in quell'occasione, a fermare la rotta delle truppe che seguì al ferimento del console.
Nel 505 a.C. venne eletto console assieme a Publio Postumio Tuberto. In quell'anno, i Sabini effettuarono delle incursioni all'interno del territorio romano. In seguito a questo, Voluso prese il comando dell'esercito per fronteggiare il nemico e si schierò sulle rive dell'Aniene.  Dopo qualche tempo in cui entrambe le fazioni si fronteggiarono senza scontrarsi, si venne a battaglia sulle sponde del fiume. Respinse i Sabini che aveva di fronte mentre l'altra ala cominciò a indietreggiare, fino a quando il console collega inviò Spurio Larcio con la cavalleria a ristabilire l'equilibrio delle forze. La fanteria al seguito contribuì alla definitiva sconfitta dei Sabini, che si diedero alla fuga; solo il calare della notte li salvò dallo sterminio. Per questa vittoria ottenne, assieme al collega, gli onori del trionfo. Oltre a ciò gli venne accordato l'onore di costruire una villa sul Palatino a spese dello stato.
Nel 501 a.C. i Latini erano in agitazione sobillati contro Roma da Ottavio Mamilio, genero di Tarquinio il Superbo. Marco Valerio Voluso venne inviato come ambasciatore presso le città vicine per tentare di calmare gli animi; in seguito si recò all'assemblea dei latini, che si preparavano alla guerra. Nel discorso che tenne dimostrò che Roma era rimasta fedele a tutti i suoi impegni verso i Latini, e che, pertanto, non vi era alcun casus belli tra i due popoli; Ottavio Mamilio e Tarquinio il Superbo riuscirono, tuttavia, a far votare all'assemblea che il trattato tra i Latini e i romani fosse sciolto. La guerra venne dunque dichiarata poco dopo.
Secondo Tito Livio, Voluso partecipò alla battaglia del lago Regillo nel 499 a.C., agli ordini del dittatore Aulo Postumio Albo Regillense. Nel momento in cui la battaglia infuriava ed i Latini iniziavano a cedere, uno dei figli di Tarquinio il Superbo avanzò con il corpo degli esiliati romani riequilibrando la lotta. Per questo Voluso si lanciò contro Tarquinio, ma cadde colpito dai nemici.

### Fonti primarie
- Cassio Dione Cocceiano, Storia romana.
- Dionigi di Alicarnasso, Antichità romane, Libri IV e V.
- Plutarco, Vite parallele, Publicola.
- Tito Livio, Ab Urbe condita libri, Libro II.

### Fonti secondarie
- William Smith, Dictionary of Greek and Roman Biography and Mythology